# Consonant aproximant
Una consonant aproximant (o simplement aproximant en l'àmbit de la fonètica) és aquella consonant que s'articula per l'aproximació entre els òrgans sense interrompre totalment el corrent d'aire (com succeeix en les oclusives) o produir estricció amb turbulència audible (com succeeix en les fricatives). Són sons intermedis entre les vocals i les consonants obstruents, ja que produeixen un estrenyiment major que el de les vocals però sense arribar a ser tan estret com el que es dona en la resta de consonants. Les aproximants creen, per tant, un grau d'obstrucció menor que les fricatives i, naturalment, les oclusives.